# Вампилов, Андрей Романович
Андре́й Рома́нович Ва́мпилов (1915, Петроград — 2010, Улан-Удэ) — советский и российский архитектор.

## Биография
Родился в 1915 году в Петрограде. Отец был студентом восточного факультета Санкт-Петербургского университета, принимал участие в проектировании буддийского храма. Из-за болезни отца семья вернулась в его родное село Аларь (в современной Иркутской области).
В Алари Вампилов окончил 7-летнюю школу, перед Великой Отечественной войной окончил строительный техникум. На Калининском фронте командовал артиллерийским расчётом в звании сержанта. После ранения был переведён в штаб 3-й ударной армии на должность чертёжника.
С января 1951 по октябрь 1986 года работал в проектном институте «Бурятгражданпроект», долгие годы был его главным архитектором. С 1986 года на пенсии. С 1992 года работал в мастерской «Улан-Удэархпроект». Проектировал дацан Хамбын-Хурэ в Верхней Берёзовке.

## Основные работы

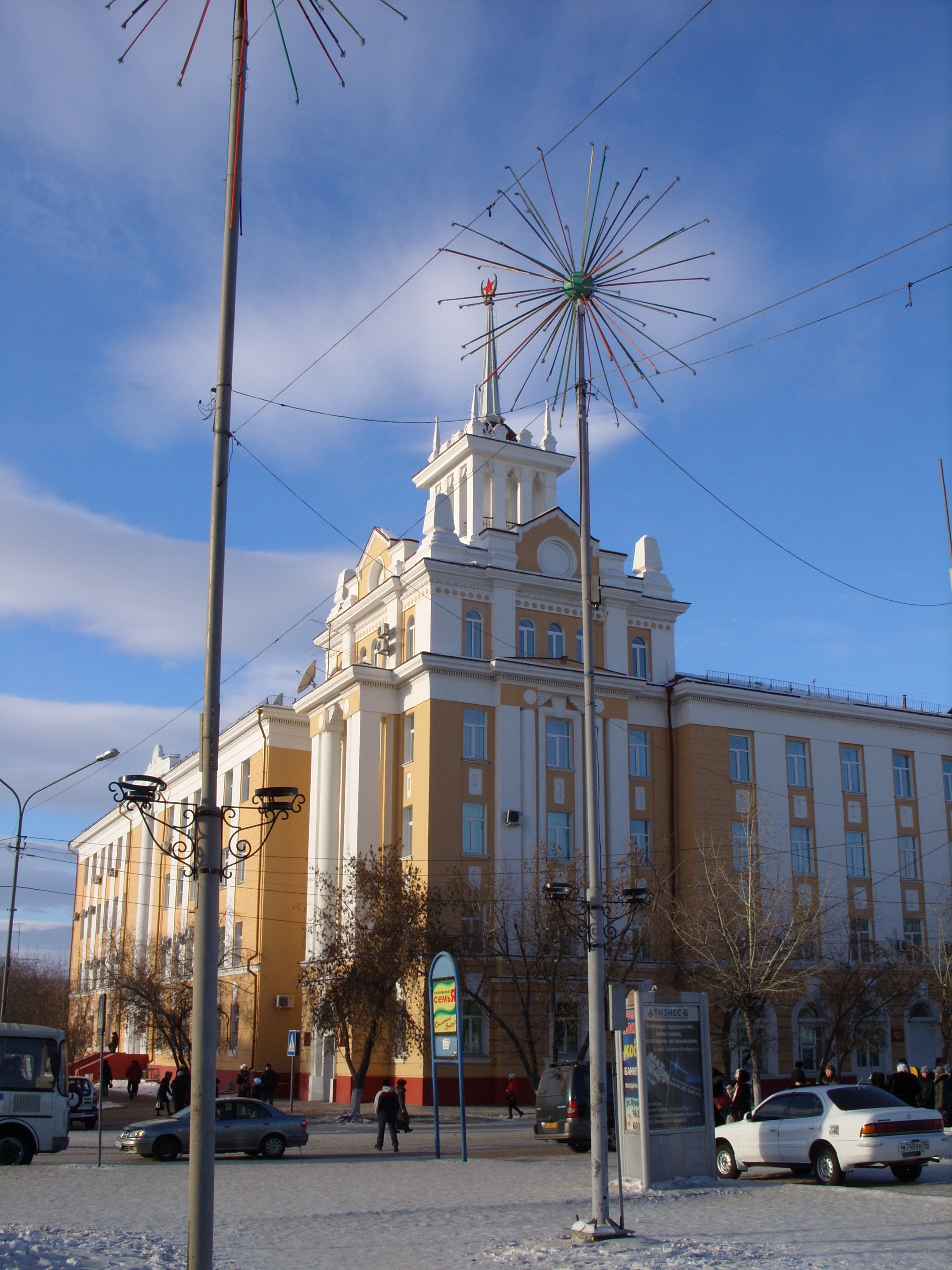
Дом радио. Улан-Удэ

### В Улан-Удэ
- Стадион им. 25-летия Бурятской АССР (не сохранился) (1948)[2].
- Дом радио — комитет радиоинформации Бурятской АССР (совместно с Л. К. Минертом) (1955—1959).
- Здание Геологоуправления (1956—1960).
- Надстройка второго этажа на Торговых рядах Курбатова (1957).
- Кинотеатр «Прогресс» (совместно с М. Н. Меньшиковым и А. Я. Галяутдиновым) (1963—1966).
- Здание Верховного Совета и Совета Министров Бурятской АССР (совместно с А. Я. Галяутдиновым) (1965—1968).
- Реконструкция фасадов и надстройки двух этажей на здании Комитета госбезопасности.
- Здание мастерских Союза художников.
- Реконструкция фасадов гостиницы «Байкал».

### В Бурятии

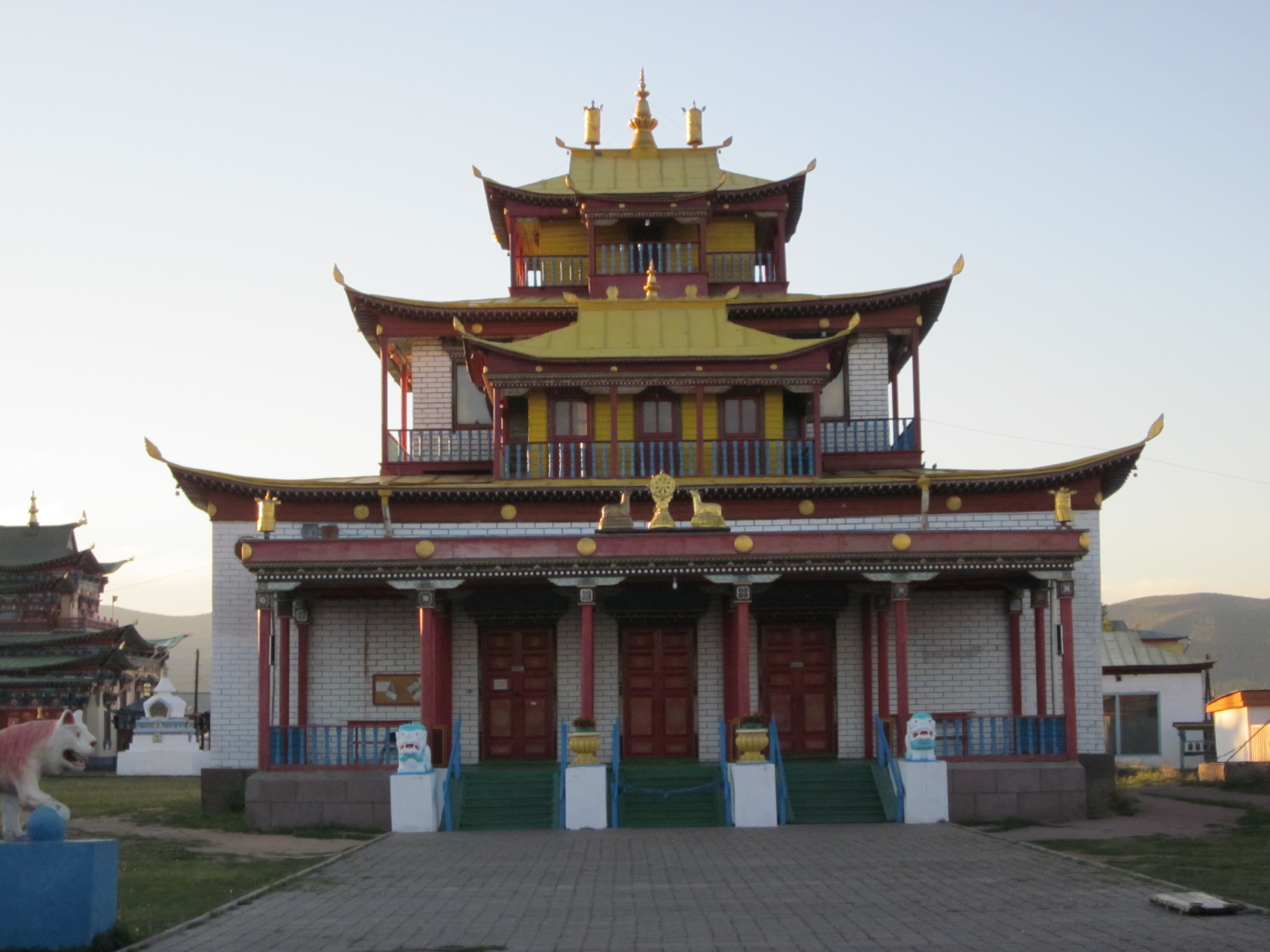
Цогчен-дуган Иволгинского дацана

- Соборный храм (Цогчен-дуган) Иволгинского дацана
- Восстановление дацана Балдан Брэйбун в селе Мурочи Кяхтинского района
- Cубурган в память Агвана Доржиева в Иволгинском дацане
- Ступа Джарун Хашор в Кижингинском районе.

## Звания
- «Заслуженный инженер Бурятской АССР»;
- «Заслуженный архитектор Республики Бурятия»;
- «Почётный гражданин города Улан-Удэ».

## Родственники
Драматург Александр Вампилов — двоюродный племянник.